# Gouverneur-generaal van Australië

Vlag van de gouverneur-generaal van Australië

De gouverneur-generaal van het Gemenebest van Australië (Engels: Governor-General of the Commonwealth of Australia), of gouverneur-generaal van Australië (Governor-General of Australia), vertegenwoordigt op nationaal niveau de Kroon in Australië. Australië is een constitutionele monarchie en onderdeel van het Britse Gemenebest met koning Charles III als staatshoofd.
De gouverneur-generaal wordt op voordracht van de Australische premier door de monarch benoemd. Hij of zij is de hoogste uitvoerende macht in Australië. De functies en rollen van de gouverneur-generaal omvatten het benoemen van ambassadeurs, ministers en rechters, het uitschrijven van verkiezingen en het verlenen van koninklijke benoemingen.
De huidige gouverneur-generaal van Australië is sinds 1 juli 2024 Sam Mostyn.